# Operatore di Stokes
L'operatore di Stokes, che prende il nome da George Gabriel Stokes, è un operatore lineare limitato usato nella teoria delle equazioni differenziali alle derivate parziali, particolarmente in fluidodinamica ed elettromagnetismo.

## Definizione
L'operatore di Stokes {\displaystyle A} è definito come
{\displaystyle A:=-P_{\sigma }\Delta ,}
dove {\displaystyle P_{\sigma }} è la proiezione di Leray e {\displaystyle \Delta \equiv \nabla ^{2}} è il laplaciano. {\displaystyle A} è definito su {\displaystyle {\mathcal {D}}(A)=H^{2}\cap V}, dove {\displaystyle V=\{{\vec {u}}\in (H_{0}^{1}(\Omega ))^{n}|\operatorname {div} \,{\vec {u}}=0\}}.  {\displaystyle \Omega } è un insieme aperto limitato in {\displaystyle \mathbb {R} ^{n}}, {\displaystyle H^{2}(\Omega )} e {\displaystyle H_{0}^{1}(\Omega )} sono spazi di Sobolev, e la divergenza di {\displaystyle {\vec {u}}} è nel senso delle distribuzioni.

## Proprietà
Per un dato dominio {\displaystyle \Omega } aperto, limitato e con contorno in {\displaystyle C^{2}}, l'operatore di Stokes {\displaystyle A} è un operatore autoaggiunto definito positivo rispetto al prodotto interno di {\displaystyle L^{2}}. Ha una base ortonormale di autofunzioni {\displaystyle \{w_{k}\}_{k=1}^{\infty }} che corrispondono agli autovettori {\displaystyle \{\lambda _{k}\}_{k=1}^{\infty }} che soddisfa
{\displaystyle 0<\lambda _{1}<\lambda _{2}\leq \lambda _{3}\cdots \leq \lambda _{k}\leq \cdots }
con {\displaystyle \lambda _{k}\rightarrow \infty } per {\displaystyle k\rightarrow \infty }.  Il più piccolo degli autovettori è unico e non nullo.  Queste proprietà permettono di definire le potenze dell'operatore di Stokes.  Sia {\displaystyle \alpha >0} un numero reale, allora {\displaystyle A^{\alpha }} può essere definito tramite la sua azione su {\displaystyle {\vec {u}}\in {\mathcal {D}}(A)}:
{\displaystyle A^{\alpha }{\vec {u}}=\sum _{k=1}^{\infty }\lambda _{k}^{\alpha }u_{k}{\vec {w_{k}}}}
dove {\displaystyle u_{k}:=({\vec {u}},{\vec {w_{k}}})} e {\displaystyle (\cdot ,\cdot )} è il prodotto interno di {\displaystyle L^{2}(\Omega )}.
L'inverso {\displaystyle A^{-1}} dell'operatore di Stokes è un operatore compatto e autoaggiunto nello spazio {\displaystyle H:=\{{\vec {u}}\in (L^{2}(\Omega ))^{n}|\operatorname {div} \,{\vec {u}}=0{\text{ e }}\gamma ({\vec {u}})=0\}}, dove {\displaystyle \gamma } è l'operatore traccia. Inoltre, {\displaystyle A^{-1}:H\rightarrow V} è iniettivo.